# Raseborgs grevskap
Raseborg (finska: Raaseporin kreivikunta) var ett grevskap i Finland, som 25 december 1569 förlänades friherre Sten Eriksson Leijonhufvuds änka, Ebba Lilliehöök ("gref Ebba"), och hennes "efterkommande". Det omfattade då Raseborgs slott samt Karis socken och så många av det forna Nådendals klosters landbohemman, som erfordrades för att länets årliga ränta skulle uppgå till 12000
mark penningar. Genom ett kungligt brev av 25 juni 1571 bestämdes att grevskapet skulle omfatta Raseborgs slott med dess underlydande gods, Ekenäs stad och gård "med de tullqvarnar, sågeqvarnar och alla andra dess tilliggande egor" samt Karis och Ingå socknar jämte Totula bol i Lojo socken med alla där befintliga skatte-, krono-, prebende-, kloster- och kyrkolandbönder. 
Rörande hemmantal och mantalets storlek föreligger olika uppgifter. Antagligen räknade grevskapet något över 480 hemman om 250 mantal. Vid mitten av 1580-talet satte konung Johan III grevskapets räntor i kvarstad, och genom brev av 11 och 23 maj 1585 samt 28 juli och 5 september 1587 öfverlämnade han grevskapet åt "gref Ebbas" äldste son, Axel Stensson Leijonhufvud, som dock miste det 1590, återfick det 1593 och dömdes det förlustig 1600, varefter det 10 december samma år överlämnades åt hans yngre broder Moritz Stensson Leijonhufvud. Efter dennes död, 1607, gavs grevskapet åt greve Axels söner. Grevskapet indrogs till kronan 1680.